# Sichotenella
Sichotenella es un género de foraminífero bentónico de la subfamilia Ozawainellinae, de la familia Ozawainellidae, de la superfamilia Fusulinoidea, del suborden Fusulinina y del orden Fusulinida. Su especie tipo es Sichotenella sutschanica. Su rango cronoestratigráfico abarca el Lopingiense (Pérmico superior).

## Discusión
Clasificaciones más recientes incluyen Sichotenella en la superfamilia Ozawainelloidea, y en la subclase Fusulinana de la clase Fusulinata.

## Clasificación
Sichotenella incluye a las siguientes especies:
- Sichotenella discoidea †
- Sichotenella infirma †
- Sichotenella maichensis †
- Sichotenella mucronata †
- Sichotenella sandalina †
- Sichotenella sutschanica †
- Sichotenella ussurica †
- Sichotenella ventricosa †